# Praia Guegue
A Praia Guegue é uma praia do Arquipélago de São Tomé e Príncipe, localiza-se a Norte da ilha de São Tomé entre a Praia dos Tamarinos e a Praia das Conchas, próxima à foz do Rio Água Casi e frente ao local de Fernão Dias e ao Morro do Peixe.